# В августе сорок четвёртого
«В августе сорок четвёртого» — роман Владимира Богомолова, впервые опубликованный в журнале «Новый мир» в 1974 году. Другие названия романа — «Убиты при задержании…», «Возьми их всех!», «Момент истины», «Чрезвычайный розыск: В августе сорок четвёртого».
В основу романа положены подлинные события, отражённые в официальных документах того времени.

## Персонажи
- Капитан Павел Васильевич Алёхин — старший оперативно-розыскной группы Управления контрразведки 3-го Белорусского фронта.
- Старший лейтенант Евгений Таманцев по прозвищу «Скорохват» — оперуполномоченный-розыскник военной контрразведки в группе Алёхина.
- Гвардии лейтенант Андрей Степанович Блинов по прозвищу «Малыш» — стажёр, направленный в группу Алёхина после ранения на фронте.
- Сержант Хижняк, водитель.
- Подполковник Николай Фёдорович Поляков по прозвищу «Эн Фэ» — начальник розыскного отдела Управления контрразведки 3-го Белорусского фронта.
- Генерал-лейтенант Алексей Николаевич Егоров — начальник Управления контрразведки 3-го Белорусского фронта.
- Капитан Аникушин, Игорь - офицер комендантуры.

## Сюжет
Действие романа происходит в августе 1944 года на недавно освобожденной советскими войсками территории Белорусской ССР. В прифронтовой полосе двух советских фронтов — 1-го Прибалтийского и 3-го Белорусского выходит в эфир неизвестный радиопередатчик. Расшифровка шифрограмм приводит командование к выводу, что в тылу действует высококвалифицированная группа вражеских агентов, которая через наружное наблюдение и местную агентуру добывает для германского командования ценную разведывательную информацию. Поисками разведгруппы занимается одна из оперативно-розыскных групп Управления контрразведки СМЕРШ 3-го Белорусского фронта под руководством капитана Алёхина. Почти двухнедельный розыск ощутимых результатов не даёт. Следы, оставленные агентами, приводят в тупик.
Ставка Верховного Главнокомандования (ВГК) в режиме чрезвычайной секретности планирует на этом театре военных действий масштабную военную операцию — планируется окружение 700-тысячной немецкой группировки (см. Мемельская операция). Главнокомандующий Сталин приходит к выводу, что вражеская разведгруппа наверняка раскроет скрытное сосредоточение танков и войск в прифронтовой полосе и нивелируют меры по дезинформации, предпринимаемые командованием, после чего преимущество внезапности будет утрачено.
Розыскное дело «Неман» берётся на контроль Ставкой ВГК, фактически — лично Сталиным. Сталин предлагает Главному управлению контрразведки Смерш, а также наркоматам внутренних дел и государственной безопасности любыми средствами уничтожить вражескую группу в течение суток. Наркомы внутренних дел и государственной безопасности настаивают на необходимости войсковой операции с массовым прочёсыванием огромного Шиловичского леса. Контрразведчики возражают, что войсковая операция скорее всего приведёт к гибели агентов, обрыву их связи с местной агентурой и невозможности вести последующую радиоигру. Советской контрразведке известен район, в котором спрятана рация, и предположительное время, когда немецкие агенты произведут выемку рации для очередного сеанса радиосвязи.
В предполагаемый район нахождения группы «Неман» стягиваются силы войск НКВД по охране тыла фронта, пограничники, сапёры, оперативники СМЕРШ с других фронтов. Готовится крупная войсковая операция. На все просьбы контрразведчиков дать им ещё немного времени Москва отвечает категорическим отказом. Единственная надежда Полякова и его людей — взять агентов, причём непременно живыми, получить от них сведения и обезвредить всю вражескую разведывательную сеть.
Группа Алёхина находит лопатку, принадлежавшую шофёру Гусеву, тяжело раненному вражескими разведчиками. Алёхин считает, что почва на лопатке встречается только в одном районе Шиловичского леса.
Вокруг огромного Шиловичского леса, где предположительно находится тайник с рацией разыскиваемой группы, замыкается кольцо окружения. После этого начнётся массированное прочёсывание местности. Внутри этого кольца в засадах располагаются девять групп контрразведчиков, которые в случае возможного появления разыскиваемых под видом рутинной проверки документов должны спровоцировать их на нападение, после чего взять их живыми и допросить, добившись «момента истины». Группа капитана Алёхина размещается в самом перспективном месте, для командования контрразведки важно, чтобы разыскиваемых взяла именно эта группа. Подполковник Поляков оказывается прав: по направлению к засаде движутся трое неизвестных в форме советских офицеров. Алёхин получает по радио приказ: немедленно покинуть лес перед началом войсковой операции. Алёхин принимает решение — встретить и проверить неизвестных, оставив Таманцева и Блинова в засаде.
В ходе проверки документов Алёхин догадывается, что под видом старшего группы ему противостоит легендарный нацистский агент и диверсант Мищенко. Он заставляет подозреваемых предъявить для досмотра вещевые мешки (в которых находится рация), чтобы вынудить шпионов напасть. 
Однако прикомандированный к группе Алёхина офицер комендатуры Аникушин, (в недавнем прошлом боевой офицер) испытывающий к «особистам» неприятие — действует во время акции небрежно, не осознавая опасности. Он необдуманно закрывает линию огня от сидевших в засаде Таманцева и Блинова и погибает в последующей перестрелке. Оперативники захватывают живыми двух агентов.
Таманцев, изображая гнев от гибели Аникушина, воспроизводит «момент истины» — психологической атакой воздействует на радиста группы, добиваясь признательных сведений.

## Художественные особенности
Дмитрий Быков о художественных особенностях романа: «… в этой книге подкупает её деловитая, будничная интонация. Ни слова о героизме, но зато в ней, собственно говоря, три слоя, и это как раз делает её такой читабельной, сложной и увлекательной.
Первый слой ― это документы. Документов много, частью они Богомоловым вымышлены, частью стилизованы, частью это документы подлинные, добытые им за время десятилетней пристальнейшей работы в архивах.
Второй слой ― это повествование от автора, и это повествование тоже подчеркнуто нейтрально и чрезвычайно плотно, насыщено, абсолютно лишено лишнего. Это такая голая проза, скелет прозы.
А вот третий ― это внутренние монологи героев, и вот эти внутренние монологи написаны джойсовским методом. И особенно поразительны вот эти двадцать страниц, на которых внутренний монолог Алехина во время пятиминутного досмотра документов Мищенко».

### Документальная основа
- В романе присутствует большое количество документов военного времени (приказы, рапорты, сводки, отчёты, ориентировки, правительственные телеграммы и другие официальные документы). Автор сообщает, что приводит реальные документы, из которых убрана служебная информация (гриф секретности, резолюции, кто передал, кто принял и т. п.), а также что в документах и тексте романа изменены фамилии генералов и старших офицеров, наименование нескольких воинских соединений и небольших населённых пунктов[6]. Всё это придаёт роману вид документального. В экспертном заключении № 3/14861 от 7 августа 1974 года по роману говорится: «Публикуемые в материале документы, за исключением элементов привязки (фамилии и воинские звания участников событий, время и места действия, порядковые номера соединений и частей), текстуально идентичны подлинным соответствующим документам»[7]. С другой стороны, сам Богомолов в письме Борису Полевому от 4 марта 1971 года признавался, что  все события и персонажи романа вымышлены, «оперативные документы» сочинены, архивными документами и материалами или закрытыми источниками он при работе не пользовался[7].
- В период создания романа В. Богомолов, бывший офицер войсковой разведки, получил поддержку и консультации по документальному материалу, использованному в нём, от Ивана Ильичева, начальника ГРУ Наркомата обороны СССР в 1942—45 гг., работавшего в те годы в МИДе, Героя Советского Союза полковника в отставке Владимира Карпова, с которыми автора связывали длительные личные, а с Иваном Ильичёвым и служебные отношения.

### Профессиональный жаргон
Роман является чуть ли не первым произведением советского времени, в котором приоткрывается завеса секретности о действиях советских спецслужб. В романе используется профессиональный жаргон контрразведчиков — стрельба по-македонски, качание маятника, эффект экстренного потрошения (момент истины), вазомоторика, органолептика и другие. Богомолова обвиняли в сочинительстве и выдумках, однако писатель довольно жёстко настаивал, что ничего не придумывал.
Качание маятника
«Наиболее рациональные действия и поведение во время скоротечных огневых контактов при силовом задержании», называемое контрразведчиками приёмом «качание маятника». Оно включает в себя и мгновенное выхватывание оружия, и умение с первых же секунд задействовать фактор отвлечения, фактор нервозности, а если возможно, и подсветку, и моментальную безошибочную реакцию на любые действия противника, и упреждающее стремительное передвижение под выстрелами, и непрестанные обманные движения («финт-игра»), и снайперскую меткость попадания в конечности при стрельбе по-македонски («отключение конечностей»), и непрерывный психологический прессинг до завершения силового задержания. «Качанием маятника» достигается захват сильного, хорошо вооруженного и оказывающего активное сопротивление противника. Судя по описанию, Таманцев «качает маятник» в наиболее трудном и эффективном исполнении «вразножку»:
Стрельба по-македонски

Письмо ГЛАВНОМУ РЕДАКТОРУ «Комсомольской ПРАВДЫ» Г. Н. СЕЛЕЗНЕВУ

В «Комсомольской правде» 6 мая с. г. в публикации Б. Пилипенко «Приказ уйти до рассвета…» напечатано: «И уж если не умел стрелять по-македонски, как придумал один писатель, то во всяком случае просто стрелял без промаха…»

Стрельба по-македонски в художественной литературе описана только в моем романе, и потому лишь 6 мая мне позвонило 11 человек, а вчера редактор сообщила мне о письме читателя в издательство (выпускавшее роман) по поводу публикации в «Комсомольской правде». Поскольку роман издан только в СССР тиражом свыше семи миллионов экземпляров, таких писем читателей с недоуменными вопросами по поводу стрельбы по-македонски будут, я полагаю, сотни.

<…>(Облыжным утверждением в газете Вы подставили и Я. П. Киселева, так как в апреле 1974 года перед публикацией романа в Пресс-бюро КГБ по их просьбе были переданы составленные мною две справки (общим объёмом 42 страницы) с указанием упоминания различных специальных терминов, использованных в романе, в открытой советской печати. В частности, там приведены три примера упоминания и краткого описания стрельбы по-македонски (то есть стрельбы на ходу из двух пистолетов (или револьверов) по движущейся цели) в документальных публикациях в открытой советской печати 40-х — 50-х годов и один случай описания стрельбы по-македонски в полузакрытой советской печати (ж-л «Пограничник»)

Для сведения легендарного Б. Зубкевича и его товарищей, начинающего журналиста Б. Пилипенко и бюро проверки «Комсомольской правды» сообщаю, что стрельба по-македонски впервые попала на страницы газет в 1934 году, когда в Марселе усташами, адептами стрельбы по-македонски, при наличии самой тщательной охраны кортежа были застрелены югославский король Александр и министр иностранных дел Франции Барту. С середины 30-х годов стрельбе по-македонски, то есть стрельбе на ходу из двух пистолетов (или револьверов) по движущейся цели начинают обучать в США агентов ФБР, а в Англии — агентов оперативных отделов Скотленд-Ярда. С 1942 года стрельбу по-македонски начали культивировать разыскники советской военной контрразведки. К 1944 году, когда происходит действие романа, стрельба по-македонски культивировалась по крайней мере в семи странах. <…>.— В. Богомолов. 12 мая 1985 года

## Прототипы
В 1976 году в журнале «Наш современник» вышла статья Михаила Кузнецова, описывающая судьбы людей, послуживших прообразами главных героев и второстепенных персонажей:
- Прототип Алёхина — погиб при задержании вражеских агентов в декабре 1944 года в Польше;
- Прототип Таманцева — погиб зимой 1945 года в окопном бою при неожиданном прорыве танковой группы немцев;
- Прототип генерала Егорова — умер вскоре после войны, не дожив до 50 лет;
- Прототип Блинова — во время войны был артиллеристом и в контрразведке ни одного дня не служил, — закончил войну Героем Советского Союза;
- Прототип подполковника Полякова — самого гражданского человека из героев романа[11] — после войны совершенно «вышел из образа»: окончил военную академию, стал генералом и прослужил в армии ещё четверть века;
- Прототип Аникушина — буквальный и соответствует всему до деталей. По словам Богомолова, он знал такого офицера, который, находясь после ранения на службе в комендатуре, был привлечен к одной операции разыскников и во время неё повел себя в точности как Аникушин. В результате погиб старший оперативно-разыскной группы, а этот офицер получил тяжелое ранение, но выжил.

Другое разъяснение В. Богомолова приводит Сергей Трахименок: «— У меня, — медленно произнес Богомолов, — не было прототипов положительных героев… <…> — А вот отрицательных — были… Точнее, был. Так, прототипом Мищенко был известный диверсант по фамилии Грищенко».

## Издания романа
Впервые роман был опубликован в номерах 10, 11, 12 журнала «Новый мир» за 1974 год. Позже роман был многократно переиздан.
Роман был переведён на три десятка языков, выдержал более ста изданий, тираж превысил несколько миллионов экземпляров.

### На других языках
Кроме русского, роман был переведен и издан на вьетнамском, белорусском, литовском, латышском, эстонском, персидском, португальском, испанском, норвежском, украинском, болгарском, монгольском, узбекском, венгерском, финском, чешском, английском, немецком, китайском, японском, корейском языках.

### Список иноязычных изданий
- The aching in my heart:[источник не указан 717 дней] collected writings, 635 p., [1] h. de lám. 21 cm. 1982. Moscow Progress — Английский;
- The moment of truth: a novel and two stories;[источник не указан 717 дней] ISBN 5-05-001664-9; ISBN 978-5-05-001664-5, Content: Ivan — Zosia — The moment of truth (In August '44). 552 p.; 21 cm. 1982. Moscow: Raduga Publishers — Английский;
- The moment of truth: a novel and two stories.[источник не указан 717 дней] ISBN 5-05-001664-9; ISBN 978-5-05-001664-5, 552 S. (Transl. by Bernard Isaacs …), 1989, Moscow Raduga Publ. — Английский;
- Момант ісціны: (У жніўні сорак чацвёртага…): раман / Уладзімір Багамолаў; [пераклаў з рускай мовы У. Паўлаў] [Пер. с рус. В. Павлов]. — Минск: Мастац. літ., 1984. — 415 с.; 20 см. (В пер.): — Белорусский;
- Tháng Tám năm Bốn tư: Tiểu thuyết / V.Bogomolov. — Moskva: Tiến bộ, 1979. — 395 tr.; 22 см. — Вьетнамский;
- Август-четиридесет и четвърта: роман, Пловдив: Христо Г. Данов, 1975. 454 p.: илл. превели от руски София Яневска и Недялка Христова. — Болгарский;
- Negyvennégy augusztusában: regény; (V avguste sorok chetvertogo) ISBN 9630718421; ISBN 9789630718424, 483 p.; 22 cm. 1978. Budapest: Europa — Венгерский;
- En agosto del 44 ; xiv, 520 p. [traducción: Zoia Barash]. 1977. La Habana: Editorial Arte y Literatura, Series: Biblioteca del pueblo — Испанский;
- El momento de la Verdad; ISBN 8432084905; ISBN 9788432084904, 486 p. 20 cm. traducción de Josep María Güell. 1990. Barcelona Planeta, Series: Grandes autores de la literatura soviética contemporánea; Number: 6 — Испанский;
- Četrdesmit ceturtā gada augustā…: romāns / Vladimirs Bogomolovs; no krievu val. tulk. Hugo Rukšāns. — Rīga: Liesma, 1977. — 427, [5] lpp. — Латышский;
- Keturiasdešimt ketvirtųjų rugpjūtis: romanas / Vladimiras Bogomolovas; iš rusų kalbos vertė Feliksas Pažūsis. Vilnius: Vaga, 1979 (Vilnius: Vaizdo sp.), 398, [2] p. Tiražas 30 000 egz — Литовский;
- Dȯcin Ḋorbedu̇ger on-u naimaduġar sar-a-du, [S.l.]: Ȯbȯr Mongġol-un Arad-un Keblel-u̇n Qoriy-a, 1984. «In August '44.» 685 p.; 21 cm. — Монгольский;
- August 44 [vierundvierzig]: Roman /;, 495 S.; 21 cm. Wladimir Bogomolow. [Aus d. Russ. von Günter Löffler unter Berücks. von Korrekturen d. Autors]., 1977., Berlin: Verlag Volk u. Welt — Немецкий;
- August 44 : Roman /;, Lizenz d. Verl. Volk u. Welt, Berlin., 495 S. [Aus d. Russ. von Günter Löffler]. 1979. Berlin: Buchclub 65 — Немецкий;
- В августе сорок четвёртого: (Момент истины): [Роман] / Владимир Богомолов; Пер. Т. Хирск. — М.: Радуга: Осло Фалькен, Б. г. (1989). — 595 с.; 21 см. ISBN 5-05-002324-6 (В пер.): — Норвежский;
- В августе сорок четвёртого: Роман / Владимир Богомолов; [Пер. А. Базин]. — М.: Радуга, Б. г. (1989). — 376 с.; 21 см. ISBN 5-05-001965-6 (В пер.): — Португальский;
- Қирқ тўртинчи йил августида: роман; [Пер. с рус. К. Мирмухамедов]. — Ташкент: Изд-во лит. и искусства] 493 p.; 21 cm. 1983. Тошкент: Ғафур Ғулом — Узбекский;
- Момент iстини: (У серпнi сорок четвёртого…): Роман / Володимир Богомолов; [переклав з російської мови О. Б. Стаєцький] [Пер. с рус. А. Б. Стаецкий]. — Киев: Дніпро, 1988. — 464,[1] с.; 17 см. ISBN 5-308-00154-5 (В пер.): — Украинский;
- Момент истины [Лахзе-йе хагигат]: Роман. [Перевод Ч. А. Байбурди] / Владимир Богомолов; [Худож. В. Елизаров]. — Ташкент: Радуга: Ташк. отд-ние, 1985. — 622 с. староараб. паг.: 2 л. ил.; 21 см. (В пер.): — Фарси;
- Elokuu 1944 ; ISBN 9512016036; ISBN 9789512016037, 411 p.; 22 cm., suomentanut Marja Koskinen. 1978. Jyväskylä: Gummerus — Финский;
- V srpnu čtyřiačtyřicátého… 25000 výt. Vyd. ve spolupráci s nakl. Progress, Moskva, Obálku s použitím kresby Jiřího Říhy a vazbu navrhl Leo Novotný, 394, [2] s.; 8° přel. Jaroslav Piskáček, 1978, Praha: Lidové nakladatelství — Чешский;
- Neljakümne neljanda augustis… / Vladimir Bogomolov Vene keelest tõlkinud Laine Soe, 384-leheküljeline tavaformaadis ja kõvas köites romaan, Kaanekujundus Henno Arrak, Mõõdud: 130 × 206 mm Eesti Raamat 1979 — Эстонский;

#### На польском языке
Несмотря на положительный отзыв главного редактора влиятельного журнала «Literatura» Ежи Путрамента, роман по ряду политических причин не был издан на польском языке.
Наиболее подробно причины категорического неприятия в Польше романа Богомолова и отказа от издания его на польском языке по настоящее время были изложены в так называемом «Открытом письме писателя Анджея Дравича», частично опубликованном на русском в переводе В. Меникера в эмигрантском журнале А. Синявского и М. Розанова «Синтаксис», № 2, Париж, 1978, с. 120—130.
Причины сводятся к психологическому неприятию резко негативной характеристики действий польской Армии Крайовой на территории Западной Белоруссии и Литвы, направленных против военнослужащих Советской Армии, представителей власти и местных жителей после освобождения данных территорий в течение 1944 до 1945-46 гг., оказавшихся неприемлемыми для польской интеллигенции 1970-x в условиях расширения антикоммунистических настроений и роста популярности диссидентских организаций.
В своей оценке деятельности польского подполья Богомолов руководствовался, в том числе, материалами судебного процесса, проходившего с 18 июня 1945 года в Москве в открытом заседании Военной Коллегии Верховного Суда Союза ССР, в которых сообщалось, что: «в результате террористической деятельности АК-NIE в период с 28 июля по 31 декабря 1944 года было убито 277, и тяжело ранено 94, а в период с 1 января по 30 мая 1945 года убито 314 и тяжело ранено 125 солдат и офицеров Красной Армии».

## Экранизации
- В 1975 году роман под названием «Момент истины (В августе 44-го…)» попытался экранизировать литовский кинорежиссёр Витаутас Жалакявичюс, но ему пришлось прервать съёмки и картина была закрыта[15]. Вопреки широко распространённому мнению, негативная оценка В. Богомолова проделанной работы по экранизации романа не была основной причиной остановки производства фильма.

Картина Витаутаса Жалакявичюса была остановлена в связи со смертью 21 октября 1975 г. исполнителя одной из главных ролей (генерала Егорова) литовского актёра Бронюса Бабкаускаса. За месяц до этого, в конце сентября, от фильма отказался штатный редактор «Мосфильма» В. М. Дьяченко. Когда картину остановили, выяснилось, что никто не видел ни одного метра отснятого материала. Начались рабочие просмотры. После показа материала — порознь! — консультантам, все трое отказались от дальнейшего участия в работе над картиной. Генеральный директор «Мосфильма» Н. Т. Сизов смотрел материал в конце октября. Мне передали его реакцию и некоторые реплики: «Витас, отчего они у тебя такие расхристанные? Витас, это же не офицеры, а парни с гауптвахты! Витас, да это не офицеры, а уголовники!». Когда зажгли свет, Сизов произнёс фразу, оказавшуюся пророческой: «Витас, ты не понимаешь, что ты снял! Не хочу каркать, но боюсь, что этот материал мы вообще не сможем использовать».
Меня Сизов пригласил только три недели спустя, 16 ноября. Он сразу откровенно сказал: «Мною были допущены четыре непростительные ошибки, и главная из них — в выборе режиссёра. Жалакявичюс, безусловно, талантливый профессионал, выдающийся художник, но работать он может только по международной или литовской национальной тематике. Меня ввела в заблуждение его картина „Никто не хотел умирать“. Как обнаружилось в этом материале, он не представляет себе, что такое армия и война. Он искренне убеждён, что лейтенант может кричать на генерала. У него не только литовские актёры играют под американских ковбоев из „Великолепной семёрки“ — у него даже снятая в Белоруссии деревня больше похожа на литовскую… Почему они такие заросшие, почему выглядят уголовниками — Жалакявичюс объяснить не может… Затрачены большие государственные деньги. Мы с тобой патриоты и обязаны их спасти! Нужно убрать совершенно неприемлемые кадры и даже эпизоды. Может, подсократить сюжет. Досъемки — по минимуму и только в павильоне! Бабкаускаса надо сохранить. Не держись за сценарий и за роман — изменения неизбежны! Необходим новый сокращённый вариант в том же сюжете!». Затем показал мне три заключения по отснятому материалу: одно — режиссёра С. Бондарчука, довольно эмоциональное, второе — Союза кинематографистов, большое, страниц на восемь, оно было подписано писателем Б. Васильевым, и третье — двух киноведов, доктора и кандидата наук. Все отзывы оказались сугубо отрицательными.

В чём же там было дело? В. Жалакявичюс непонятно для чего заставил актёров неделю или больше не бриться, снимал их со щетиной на лицах, с закатанными выше локтя рукавами, без ремней, с расстёгнутыми до пупа гимнастёрками. Они действительно походили на арестантов с гауптвахты. Причём время от времени, неожиданно со злыми лицами применяли друг к другу болевые приёмы. Во всём материале режиссёром была осуществлена вестернизация: герои двигались и говорили, как ковбои в «Великолепной семёрке». Я понимал, что задача, поставленная Сизовым, не решаемая. И в начале 1976 г. в ответ на письмо главной редакции «Мосфильма» дал согласие на любое использование отснятого материала без указания в титрах моего имени и упоминания моего романа. Как мне известно, такие попытки на протяжении пяти или шести лет делались, но оказались бесплодными.
— написал В. Богомолов в период съёмок второй версии фильма в 2000 году.
В то же время известно, что осенью 1975 года (ещё до вышеприведённого разговора с Сизовым) писатель даже подавал в суд на «Мосфильм», где снималась картина. На суде, который состоялся в начале декабря, Богомолов (уже после встречи с Сизовым), в частности, заявил, что «Жалакявичус — режиссёр, который должен работать на международном материале». По итогам разбирательства суд постановил «производство фильма приостановить и без согласия автора никаких съемок не производить. Попытаться автору и киностудии найти приемлемое решение и продолжить работу, дабы не допустить убыточных расходов картины». В результате компромисс не был достигнут и картина была закрыта.
- Вторая попытка экранизации романа оказалась более успешной и в 2000 году вышел на экраны фильм «В августе 44-го…», снятый известным белорусским кинорежиссёром Михаилом Пташуком. Но сам Владимир Богомолов не только отказался от авторства сценария для обеих экранизаций романа, но и подверг фильм разгромной критике, сказав, что из-за «бессмыслия и непродуманных импровизаций режиссёра» были провалены многие эпизоды[19].
- 5-серийный мини-сериал «Операция „Неман“» (2023 год, реж. Сергей Виноградов). В роли капитана Алёхина — Александр Яценко. Сам режиссёр говорит об этом фильме: «Мы не делаем экранизацию. Мы снимаем киновариант по мотивам романа, используя только характеры героев Богомолова. Такой боевик с человеческим лицом.»[20]
- Август (2025, режиссёры Никита Высоцкий и Илья Лебедев). Главные роли сыграли Сергей Безруков,Никита Кологривый, Павел Табаков.

## Дополнительная информация
- Упоминаемый в романе пистолет «Браунинг лонг 07», которым пользуются немецкие диверсанты, является пистолетом «браунинг» обр.1903 года под патрон 9×20 мм Browning Long (модель 9mm M/1907).
- Книга упоминается в третьей части романа Владислава Конюшевского «Попытка возврата».
- В 2013 году роман был включён в список «100 книг», рекомендованных школьникам Министерством образования и науки РФ для самостоятельного чтения.